# Лукин, Василий Васильевич (политик)
Васи́лий Васи́льевич Луки́н (1859 — не ранее 1919) — член Государственной думы 3-го и 4-го созывов от Курской губернии, действительный статский советник.

## Биография
Потомственный дворянин Курской губернии. Землевладелец Обоянского уезда (около 100 десятин).
Окончил 2-ю Харьковскую гимназию и Санкт-Петербургский университет по юридическому факультету (1883).
По окончании университета два года служил в 5-м департаменте Сената. В 1884 году оставил службу в Санкт-Петербурге и поселился в родовом имении Курской губернии, где посвятил себя службе по выборам. В 1884—1889 годах состоял мировым судьёй 4-го участка Обоянского уезда. В 1890 году был назначен непременным членом Курского губернского по крестьянским делам присутствия, в каковой должности состоял до 1907 года. Произведён в действительные статские советники с 6 декабря 1904 года.
С 1886 года избирался гласным Обоянского уездного и Курского губернского земских собраний. Кроме того, состоял членом губернского лесоохранительного комитета, членом правления колонии для несовершеннолетних преступников, членом совета общества взаимного кредита, а также членом многих благотворительных обществ. В 1905 году стал одним из учредителей Курской народной партии порядка, затем входил в совет Курского губернского отдела Союза русского народа.
В 1907 году был избран членом III Государственной думы от Курской губернии. В 1-ю сессию входил в Национальную группу, со 2-й сессии — во фракцию правых. Состоял членом комиссий: по судебным реформам, по местному самоуправлению и по запросам. В 1910 году был избран почётным членом Союза русского народа с правами члена-учредителя, в 1911—1914 годах состоял кандидатом в члены Главного совета СРН.
В 1912 году был переизбран в Государственную думу. Входил во фракцию правых, после её раскола в ноябре 1916 года — в группу Н. Е. Маркова. Состоял товарищем председателя комиссии личного состава, а также членом комиссий: об охоте и по судебным реформам. В 1914 году стал членом-учредителем Всероссийского Филаретовского общества народного образования. Во время Февральской революции находился в Курской губернии, 17 марта 1917 года прислал телеграмму, в которой сообщал о присоединении к Временному комитету Государственной думы, однако из-за болезни в Петроград не прибыл.
В Гражданскую войну участвовал в Белом движении, в 1919 году редактировал монархическую газету «Белый крест», издававшуюся Н. Е. Марковым в расположении Северо-3ападной армии. Дальнейшая судьба неизвестна. Был женат, имел двоих детей.

## Награды
- Орден Святого Станислава 2-й ст. (1893)
- Орден Святой Анны 2-й ст. (1901)
- Орден Святого Владимира 4-й ст. (1906)